# Hammamet
Hammamet (arab. الحمامات, Al-Hammamat, fr. Hammamet) – miasto w Tunezji, położone nad Morzem Śródziemnym na południowym zachodzie półwyspu Al-Watan al-Kibli (Cap Bon). Z powodu swoich plaż jest jednym z głównych kurortów turystycznych regionu.
Stare miasto bogate jest w zabytki. W Hammamet znajduje się bardzo stara medyna. Miasto to charakteryzuje się dość wysokimi temperaturami przez cały rok, piękną plażą i turkusowymi wodami Morza Śródziemnego. Znajduje się niedaleko trzech lotnisk – w Tunisie, stolicy Tunezji, w Monastyrze oraz w Enfidzie.

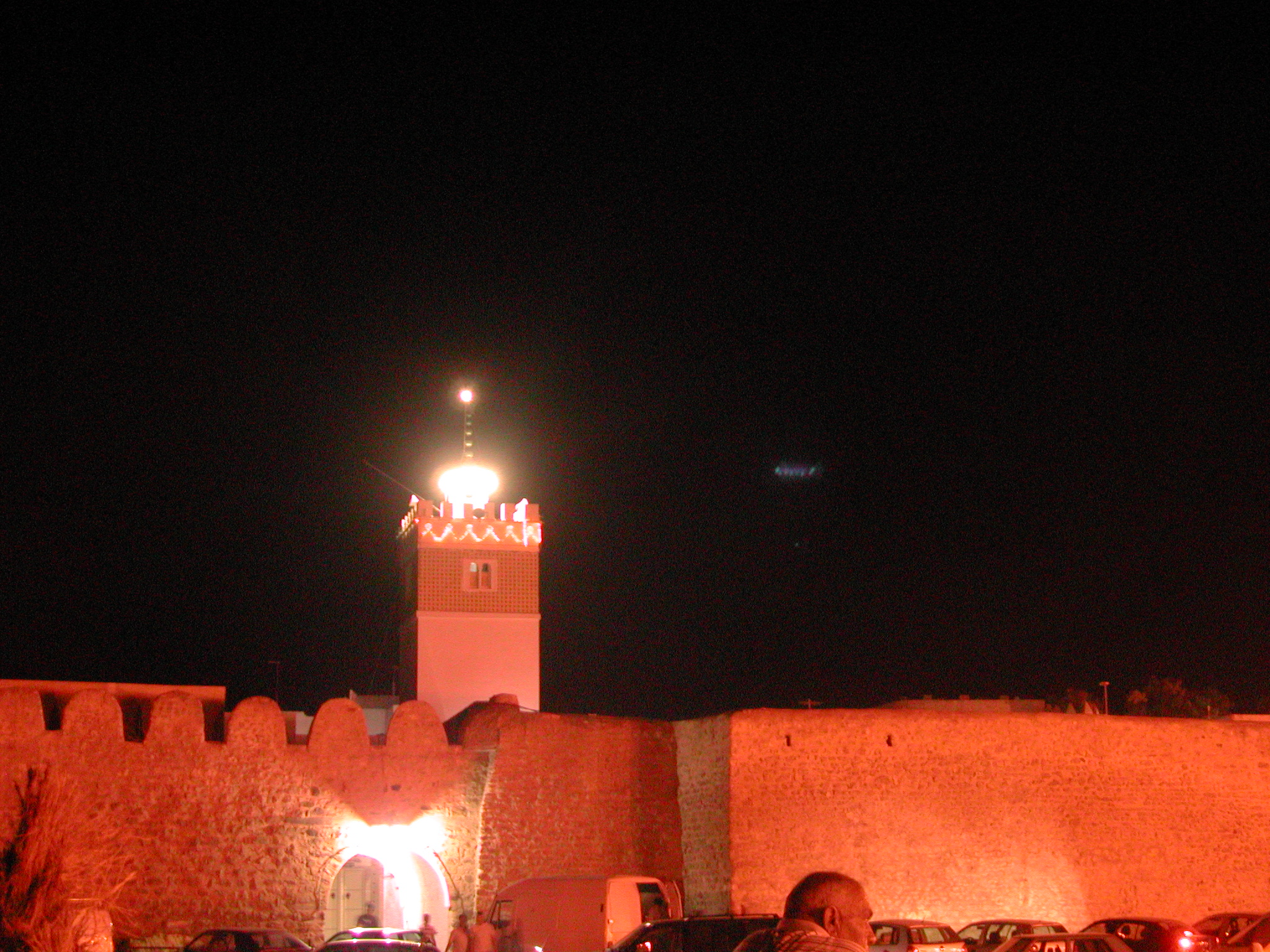
Medyna w Hammamet nocą

## Sport
W mieście rozgrywane są, cyklicznie co tydzień, kobiece turnieje tenisowe rangi ITF, pod nazwą Hammamet Open i z pulą nagród 15 000 $.
Istnieje tutaj także klub piłki nożnej, FC Hammamet, grający w tunezyjskiej lidze Tunisian Ligue.

## Miasta partnerskie
- Akaba (1981)
- Nevers (1985)